# Hệ tinh thể ba nghiêng

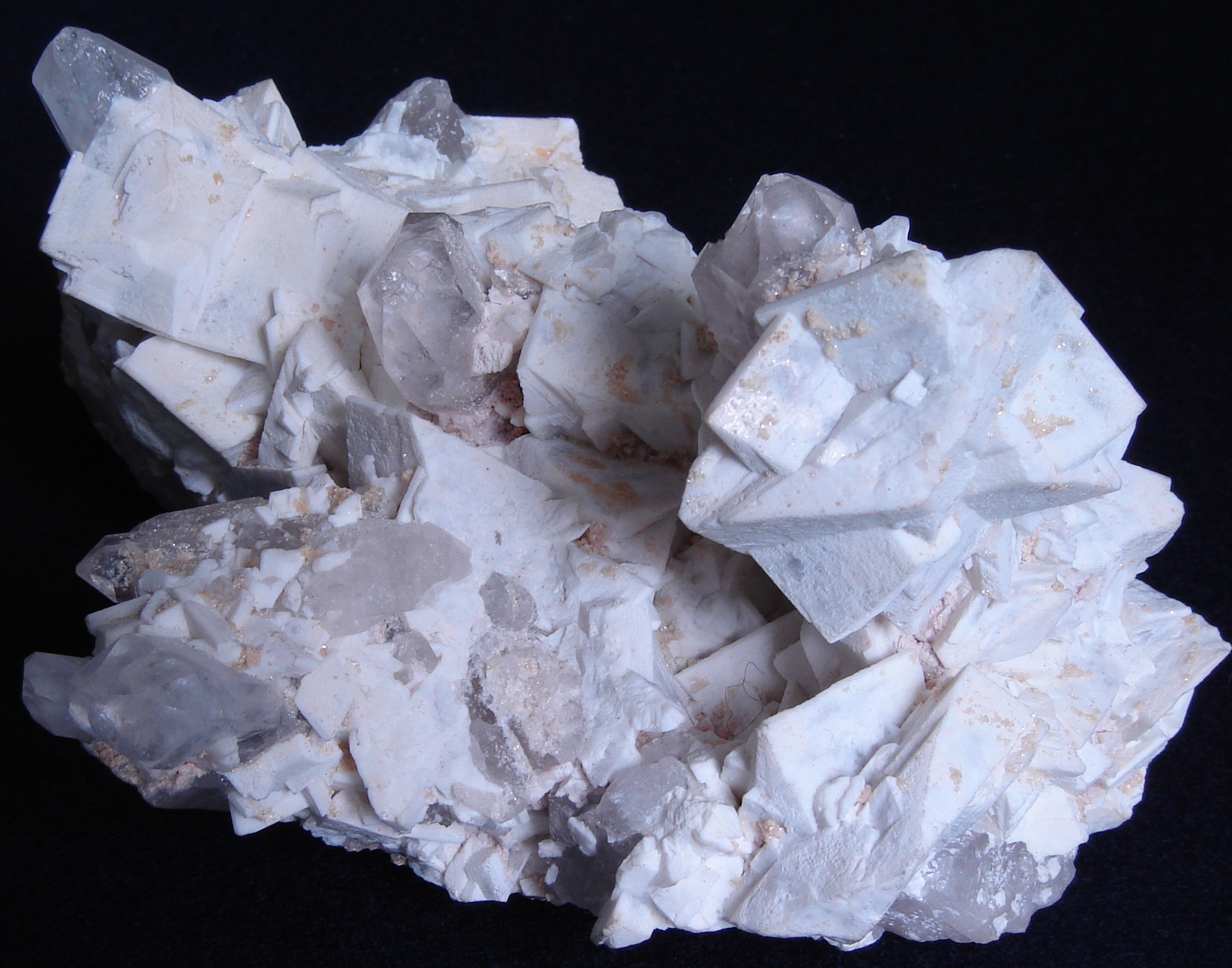
Mẫu tinh thể thuộc hệ ba nghiêng, microclin

Trong tinh thể học, hệ tinh thể ba nghiêng được biểu diễn bởi ba véctơ đơn vị có chiều dài không bằng nhau, và cũng giống với hệ tinh thể trực thoi, nhưng khác nhau bởi các giá trị góc giữa các trục. Trong hệ tinh thể ba nghiêng giá trị các góc khác nhau và khác 90 độ, tức các véctơ không trực giao nhau. Các thông số mạng được biểu diễn như sau:
a ≠ b ≠ c và các góc
{\displaystyle \alpha } ≠ {\displaystyle \beta }≠ {\displaystyle \gamma }≠ {\displaystyle 90^{o}}

Ô mạng ba nghiêng là ô mạng có dạng hình học kém đối xứng nhất trong 14 ô mạng Bravais. Ô mạng này chỉ có yếu tố đối xứng tâm (hay còn gọi là tâm đối xứng) duy nhất qua trọng tâm của ô mạng, và nó không có mặt phẳng đối xứng.
Các nhóm điểm thuộc hệ tinh thể này được liệt kê dưới đây theo ký kiệu quốc tế (Hermann-Mauguin và theo ký hiệu Schoenflies.
| Tên               | Ký hiệu quốc tế                 | Ký hiệu Schoenflies |
| ----------------- | ------------------------------- | ------------------- |
| Ba nghiêng thường | {\displaystyle {\overline {1}}} | Ci (gồm cả S2)      |
| Ba nghiêng hở     | 1                               | C1                  |

và chúng chỉ thuộc một nhóm không gian.
Một số khoáng vật thuộc nhóm này như plagioclas, microclin, rhodonit, turquois, wollastonit và amblygonit, chúng đều là ba nghiêng thường.